# 格拉熱瓦
50°49′23″N 26°19′44″E / 50.82306°N 26.32889°E
格拉熱瓦（烏克蘭語：Глажева），是烏克蘭西北部的村莊，隸屬里夫內州的里夫內區。該村面積1.86平方公里，海拔高度193米，2001年人口242，人口密度每平方公里130.1人。